# Фурман Олександр Вікторович
Олекса́ндр Ві́кторович Фу́рман (нар. 17 лютого 1992, с. Калиня, Хмельницька область,Україна) — майор Збройних сил України, учасник російсько-української війни.Керівник Хмельницького ТЦК.

## З життєпису
Народився 17 лютого 1992 року в селі Калиня Кам'янець-Подільського району Хмельницької області. У 2009 році закінчив Кам'янець-Подільський ліцей з посиленою військово-фізичною підготовкою. Випускник 2013 року Академії сухопутних військ імені гетьмана Петра Сагайдачного, за спеціальністю «Управління діями підрозділів інженерних військ». У 2014—2016 роках проходив службу на посаді помічника командира аеромобільного десантного батальйону. У 2016—2018 роках був командиром інженерно-технічної роти групи інженерного забезпечення. Наказом Головнокомандувача Збройних сил України призначений на посаду керівника Хмельницького ТЦК.

## Нагороди
- Орден Богдана Хмельницького III ст. (3 липня 2015) — за особисту мужність і високий професіоналізм, виявлені у захисті державного суверенітету та територіальної цілісності України, вірність військовій присязі[5]
- Відзнака Президента України «За участь в антитерористичній операції»[2]
- Почесний нагрудний знак Начальника Генерального штабу «За досягнення у військовій службі» ІІ ст.